# Žutoperajna tuna
Žutoperajna tuna (Thunnus albacares), vrsta tune raširene svim oceanima (u Mediteranu je nema), napose u tropskim i suptropskim vodama.

## Opis
Boja leđa je metalik tamnolava do crna, a s trbušne strane žuta do srebrna. Maksimalnio naraste 239 cm (prosječno 150), a najveća izmjerena težina bila je 200 kg. Odlikuje se veoma dugom drugom leđnom i analnom perajom. Prsna peraja je također duga. Životni vijek joj je oko 9 godina. Zadržava se na dubinama od 1 do 250 metara, najčešće do 100 metara dubine.

## Ishrana
Hrane se manjim ribama, rakovima i lignjama.

## Ribolov
Žutoperajna tuna u komercijalnom ribolovu značajna je za mnoge države. Prodaje se svježa, zamrznuta ili u konzervi.
- Žutoperajna tuna
- Žutoperajna tuna